# Anetia pantheratus
Anetia pantheratus is een vlinder uit de familie Nymphalidae, onderfamilie Danainae.
De wetenschappelijke naam van de soort is voor het eerst geldig gepubliceerd in 1797 door Martyn.
De soort komt voor op Cuba en Hispaniola.